# 福克斯頓 (科羅拉多州)
福克斯頓（英語：Foxton）是位於美國科羅拉多州傑佛遜縣的一個非建制地區。該地的面積和人口皆未知。

## 地理
福克斯頓的座標為39°31′19″N 105°18′19″W / 39.52194°N 105.30528°W，而該地的平均海拔高度為1909米（即6460英尺）。